# جبل اوگوئی
جبل اوگوئی (به فرانسوی: Djebel Outgui) یک آتشفشان سپری در مراکش است که در Ifrane Province واقع شده‌است. جبل اوگوئی ۱٬۴۰۰ متر بالاتر از سطح دریا واقع شده‌است.